# Hjuvik
Hjuvik est une localité de Suède située dans la commune de Göteborg du comté de Västra Götaland. Elle couvre une superficie de 2,79 km2. En 2010, elle compte 3 928 habitants.